# Stazione di Solbiate Olona
La stazione di Solbiate Olona era posta lungo la ferrovia Castellanza-Mendrisio, dismessa nel 1977, e serviva il comune di Solbiate Olona.

## Storia
L'impianto venne attivato il 18 luglio 1904 contestualmente all'inaugurazione della tratta Castellanza-Cairate della linea per Malnate, a cura della Società Anonima per la Ferrovia Novara-Seregno (FNS).
L'11 dicembre 1938 il capolinea della ferrovia fu arretrato a Malnate in conseguenza degli eventi correlati con la seconda guerra mondiale; l'anno successivo la ferrovia venne attestata a Castiglione Olona. In conseguenza di ciò il traffico passeggeri diminuì, per essere definitivamente soppresso nel 1952, lasciando alla stazione la sola funzione di scalo per le merci.
Il 16 luglio 1977 la linea, e con essa la stazione di Solbiate Olona, venne definitivamente soppressa. Il fabbricato viaggiatori, ormai fatiscente, fu demolito nel 1992.

## Strutture e impianti
Oltre al binario di corsa e quello di raddoppio, la stazione disponeva di uno scalo merci utilizzato prevalentemente a servizio dell'adiacente Cotonificio Ponti, che sorgerva immediatamente a ridosso dell'impianto.